# Мезенка (Тюменская область)
Мезенка — деревня в Ишимском районе Тюменской области России. Административный центр Дымковского сельского поселения.

## История
До 1917 года входила в состав Жиляковской волости Ишимского уезда Тюменской губернии. По данным на 1926 год состояла из 85 хозяйства. В административном отношении входила в состав Жиляковского сельсовета Жиляковского района Ишимского округа Уральской области.

## Население
| 2010 |
| ---- |
| 435  |

По данным переписи 1926 года в деревне проживало 410 человек (196 мужчин и 214 женщин), в том числе: русские составляли 96 % населения, цыгане — 3 %.
Согласно результатам переписи 2002 года, в национальной структуре населения русские составляли 90 % из 453 чел.